# Uromacer frenatus
Espèce
Synonymes
- Ahaetulla frenata Günther, 1865
- Uromacer inornatus Garman, 1887
- Uromacer dorsalis Dunn, 1920
- Uromacer wetmorei Cochran, 1931

Uromacer frenatus  est une espèce de serpents de la famille des Dipsadidae.

## Répartition
Cette espèce est endémique d'Hispaniola :
- à Haïti dont les îles de La Gonâve, de Grande Cayemite et sur l'île-à-Vache ;
- en République dominicaine dont l'île Beata.

## Liste des sous-espèces
Selon The Reptile Database (28 août 2013) :
- Uromacer frenatus chlorauges Schwartz, 1976
- Uromacer frenatus dorsalis Dunn, 1920 - La Gonâve
- Uromacer frenatus frenatus (Günther, 1865)
- Uromacer frenatus wetmorei Cochran, 1931 - île Beata

## Publications originales
- Cochran, 1931 : New Reptiles from Beata Island, Dominican Republic. Proceedings of the Biological Society of Washington, vol. 44, p. 89-92 (texte intégral).
- Dunn, 1920 : On the Haitian Snakes of the Genera Leimadophis and Uromacer. Proceedings of the New England Zoölogical Club, vol. 7, p. 37-44 (texte intégral).
- Günther, 1865 : Fourth account of new Species of Snakes in the Collection of the British Museum. Annals and Magazine of Natural History, sér. 3, vol. 15, p. 89-98 (texte intégral).
- Schwartz, 1976 : Variation in the Hispaniolan colubrid snake Uromacer frenatus Günther (Reptilia, Serpentes, Colubridae). Journal of Herpetology, vol. 10, no 4, p. 19-27